# Gran Premio de la montaña en el Tour de Francia
El Gran Premio de la montaña del Tour de Francia es una clasificación secundaria del Tour de Francia que recompensa el ciclista que obtiene más puntos al pasar por las cumbres de los diferentes puertos de montaña de que consta la carrera. El líder de esta clasificación recibe el nombre de "Rey de la montaña", y desde 1975 es recompensado con un maillot de color blanco y puntos rojos, en francés llamado maillot à pois rouges.

## Historia
El primer Tour de Francia se disputó sin pasar por grandes puertos de montaña, sino atravesando puertos menores. El primero fue el Col des Echarmeaux (712 m), en la etapa inicial entre París a Lyon, en el que hoy es el antiguo camino de Autun en Lyon. La etapa de Lyon en Marsella incluyó el Col de la République (1.161 m), también conocido como el Col de Grand Bois, en las afueras de St-Etienne. El primer gran puerto que se pasó, el Ballon d'Alsace (1.178 m) en los Vosgos, se superó en el 1905. Con todo, los verdaderos grandes puertos de montaña no fueron incluidos hasta el 1910, en los Pirineos, cuando se superaron por primera vez el Col d'Aubisque y el Tourmalet. La ascensión se hacía por caminos de herradura, un reto exigente para bicicletas pesadas, sin cambios de marchas y conducidas por hombres con los neumáticos de repuesto alrededor de sus hombros y la comida, ropa y herramientas en bolsas colgadas de los manillares. El asistente de la organización, Victor Breyer, se situó a la cumbre de la Aubisque con el compañero que había propuesto incluir los Pirineos, Alphonse Steinès. Después del éxito de esta edición Desgrange decidió incluir los Alpes el 1911.
La cumbre más alta que se ha subido nunca ha sido la Cumbre de la Bonette-Restefond en 1962, la cual se eleva hasta los 2.802 m. También se subió en 1964, 1993, 2008 y 2024. El final de etapa más alto fue a la cumbre del Galibier en la edición del 2011.
Desde el 1905, el diario organizador de la cursa, El Auto denominó un ciclista del Tour de Francia como meilleur grimpeur, el mejor escalador.  En 1933 Vicente Trueba fue el primer vencedor español de esta clasificación. Con todo, Trueba era muy malo bajando, por lo cual nunca ganó nada de importancia a pesar de coronar en primera posición la cumbre. Henri Desgrange, director del Tour de Francia, decidió que los ciclistas tenían que recibir un premio por haber llegado primeros a la cumbre. Así, a partir de 1934, la diferencia entre el primero y el segundo ciclista al paso por la cumbre era transformada en una bonificación de tiempo en favor del primero. Estas bonificaciones posteriormente fueron retiradas, pero se mantuvo el reconocimiento por el Rey de la montaña.
A pesar de que el mejor escalador fue reconocido por primera vez en 1933, el maillot distintivo no se introdujo hasta el 1975. Los colores del maillot se escogieron en función del patrocinador del momento, la marcha de chocolate Poulain, las barras de chocolate de las cuales tenían un envoltorio blanco a puntos rojos. Todo y el posterior cambio de patrocinador en esta clasificación el maillot conservó los colores e incluso se ha extendido a otras pruebas ciclistas. 
Desde el 2009, el maillot de la montaña está patrocinado por los hipermercados y supermercados Carrefour y Carrefour Market.

## Distribución de los puntos
Durante las ascensiones del Tour, los puntos se otorgan a los primeros ciclistas que coronan cada cumbre. Las cimas se dividen en cinco categorías en función de su dificultad y a cada categoría corresponde un determinado puntaje. Las más fáciles son clasificadas de cuarta categoría y las más difíciles de "categoría especial" o "fuera de categoría". Desde la última modificación de la puntuación, hecha el 2012, la puntuación es la siguiente:
| Tipo de cima / Posición | 1.º | 2.º | 3.º | 4.º | 5.º | 6.º | 7.º | 8.º | 9.º | 10.º |
| ----------------------- | --- | --- | --- | --- | --- | --- | --- | --- | --- | ---- |
| Fuera de categoría      | 25  | 20  | 16  | 14  | 12  | 10  | 8   | 6   | 4   | 2    |
| 1a categoría            | 10  | 8   | 6   | 4   | 2   | 1   |     |     |     |      |
| 2a categoría            | 5   | 3   | 2   | 1   |     |     |     |     |     |      |
| 3a categoría            | 2   | 1   |     |     |     |     |     |     |     |      |
| 4a categoría            | 1   |     |     |     |     |     |     |     |     |      |

## Vencedores del Gran Premio de la montaña

### Meilleur grimpeur
Entre 1905 y 1932, el diario El Auto designó en cada edición al meilleur grimpeur, mejor escalador, del Tour. Este título no era dado por la organización de la carrera y no está reconocido oficialmente, pero es el precedente directo de la clasificación de la montaña que se instauró desde 1933.
- 1905 :  René Pottier
- 1906 :  René Pottier
- 1907 :  Émile Georget
- 1908 :  Gustave Garrigou
- 1909 :  François Faber
- 1910 :  Octave Lapize
- 1911 :  Paul Duboc
- 1912 :  Odile Defraye
- 1913 :  Philippe Thys
- 1914 :  Firmin Lambot
- 1919 :  Honoré Barthélémy
- 1920 :  Firmin Lambot
- 1921 :  Hector Heusghem
- 1922 :  Jean Alavoine
- 1923 :  Henri Pélissier
- 1924 :  Ottavio Bottecchia
- 1925 :  Ottavio Bottecchia
- 1926 :  Lucien Buysse
- 1927 :  Michele Gordini
- 1928 :  Victor Fontan
- 1929 :  Victor Fontan
- 1930 :  Benoît Faure
- 1931 :  Jef Demuysere
- 1932 :  Vicente Trueba

### Gran Premio de la montaña
Hasta el 1975 el Gran Premio de la Montaña no tenía ningún maillot distintivo.

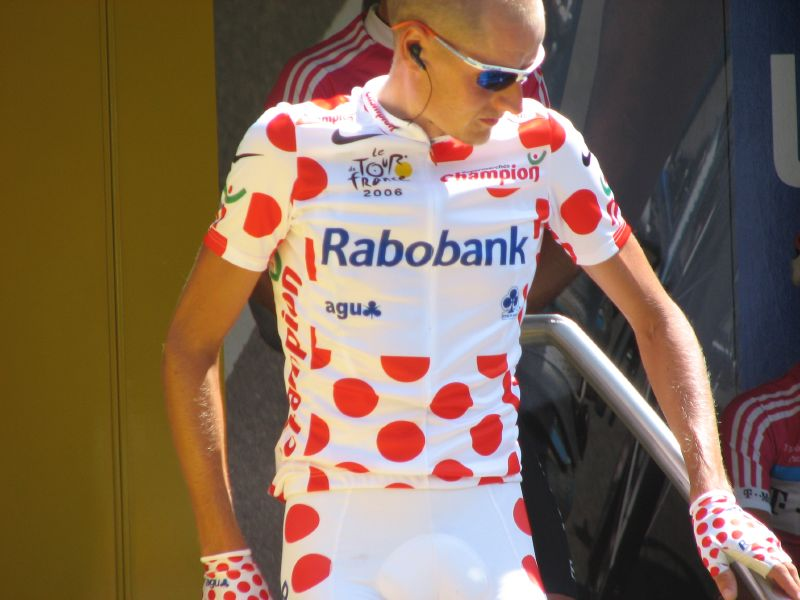
M. Rasmussen, con el maillot de la montaña el Tour de Francia de 2006.

| Año  | Nombre              | Equipo                       | Puntos | Otros maillots                                 |
| ---- | ------------------- | ---------------------------- | ------ | ---------------------------------------------- |
| 1933 | Vicente Trueba      | Touriste-routier             | 134    | -                                              |
| 1934 | René Vietto         | Francia                      | 111    | -                                              |
| 1935 | Félicien Vervaecke  | Bèlgica                      | 118    | -                                              |
| 1936 | Julián Berrendero   | España-Luxemburgo            | 132    | -                                              |
| 1937 | Félicien Vervaecke  | Bélgica                      | 114    | -                                              |
| 1938 | Gino Bartali        | Italia                       | 107    | Maillot amarillo                               |
| 1939 | Sylvère Maes        | Bélgica                      | 86     | Maillot amarillo                               |
| 1947 | Pierre Brambilla    | Italia                       | 98     | -                                              |
| 1948 | Gino Bartali        | Italia                       | 62     | Maillot amarillo                               |
| 1949 | Fausto Coppi        | Italia                       | 81     | Maillot amarillo                               |
| 1950 | Louison Bobet       | Francia                      | 58     | -                                              |
| 1951 | Raphaël Géminiani   | Francia                      | 66     | -                                              |
| 1952 | Fausto Coppi        | Italia                       | 92     | Maillot amarillo                               |
| 1953 | Jesús Loroño        | España                       | 54     | -                                              |
| 1954 | Federico Bahamontes | España                       | 95     | -                                              |
| 1955 | Charly Gaul         | Luxemburgo                   | 84     | -                                              |
| 1956 | Charly Gaul         | Luxemburgo                   | 71     | -                                              |
| 1957 | Gastone Nencini     | Italia                       | 44     | -                                              |
| 1958 | Federico Bahamontes | España                       | 79     | -                                              |
| 1959 | Federico Bahamontes | España                       | 73     | Maillot amarillo                               |
| 1960 | Imerio Massignan    | Italia                       | 56     | -                                              |
| 1961 | Imerio Massignan    | Italia                       | 95     | -                                              |
| 1962 | Federico Bahamontes | Margnat–Paloma–d'Alessandro  | 137    | -                                              |
| 1963 | Federico Bahamontes | Margnat–Paloma–Dunlop        | 147    | -                                              |
| 1964 | Federico Bahamontes | Margnat–Paloma–Dunlop        | 173    | -                                              |
| 1965 | Julio Jiménez       | KAS-Kaskol                   | 133    | -                                              |
| 1966 | Julio Jiménez       | Ford-France–Hutchinson       | 123    | -                                              |
| 1967 | Julio Jiménez       | España                       | 122    | -                                              |
| 1968 | Aurelio González    | España                       | 96     | -                                              |
| 1969 | Eddy Merckx         | Faema                        | 155    | Maillot amarillo Puntos Combinada Combatividad |
| 1970 | Eddy Merckx         | Faema-Faemino                | 128    | Maillot amarillo Combinada Combatividad        |
| 1971 | Lucien Van Impe     | Sonolor-Lejeune              | 228    | -                                              |
| 1972 | Lucien Van Impe     | Sonolor                      | 229    | -                                              |
| 1973 | Pedro Torres        | La Casera-Bahamontes         | 225    | -                                              |
| 1974 | Domingo Perurena    | Kas                          | 161    | -                                              |
| 1975 | Lucien Van Impe     | Gitane-Campagnolo            | 342    | -                                              |
| 1976 | Giancarlo Bellini   | Brooklyn                     | 170    | -                                              |
| 1977 | Lucien Van Impe     | Lejeune-BP                   | 244    | -                                              |
| 1978 | Mariano Martínez    | Jobo-Superia                 | 187    | -                                              |
| 1979 | Giovanni Battaglin  | Inoxpran                     | 239    | -                                              |
| 1980 | Raymond Martin      | Miko-Mercier-Vivagel         | 223    | -                                              |
| 1981 | Lucien Van Impe     | Boston-Mavic                 | 284    | -                                              |
| 1982 | Bernard Vallet      | La Redoute-Motobecane        | 278    | -                                              |
| 1983 | Lucien Van Impe     | Metauro Mobili-Pinarello     | 272    | -                                              |
| 1984 | Robert Millar       | Peugeot                      | 284    | -                                              |
| 1985 | Luis Herrera        | Varta-Café de Colombia-Mavic | 440    | -                                              |
| 1986 | Bernard Hinault     | La Vie Claire-Radar          | 351    | Combatividad                                   |
| 1987 | Luis Herrera        | Varta-Café de Colombia       | 452    | -                                              |
| 1988 | Steven Rooks        | PDM                          | 326    | Combinada                                      |
| 1989 | Gert-Jan Theunisse  | PDM                          | 441    | -                                              |
| 1990 | Thierry Claveyrolat | RMO                          | 321    | -                                              |
| 1991 | Claudio Chiappucci  | Carrera Jeans                | 312    | Combatividad                                   |
| 1992 | Claudio Chiappucci  | Carrera Jeans-Tassoni        | 410    | Combatividad                                   |
| 1993 | Tony Rominger       | CLAS-Cajastur                | 449    | -                                              |
| 1994 | Richard Virenque    | Festina                      | 392    | -                                              |
| 1995 | Richard Virenque    | Festina                      | 438    | -                                              |
| 1996 | Richard Virenque    | Festina                      | 383    | Combatividad                                   |
| 1997 | Richard Virenque    | Festina                      | 579    | Combatividad                                   |
| 1998 | Christophe Rinero   | Cofidis                      | 200    | -                                              |
| 1999 | Richard Virenque    | Team Polti                   | 279    | -                                              |
| 2000 | Santiago Botero     | Kelme-Costa Blanca           | 347    | -                                              |
| 2001 | Laurent Jalabert    | Team CSC-Tiscali             | 258    | Combatividad                                   |
| 2002 | Laurent Jalabert    | Team CSC-Tiscali             | 262    | Combatividad                                   |
| 2003 | Richard Virenque    | Quick Step-Davitamon         | 324    | -                                              |
| 2004 | Richard Virenque    | Quick Step-Davitamon         | 266    | Combatividad                                   |
| 2005 | Michael Rasmussen   | Rabobank                     | 185    | -                                              |
| 2006 | Michael Rasmussen   | Rabobank                     | 166    | -                                              |
| 2007 | Mauricio Soler      | Barloworld                   | 206    | -                                              |
| 2008 | Carlos Sastre       | Team CSC-Saxo Bank           | 80     | Maillot amarillo                               |
| 2009 | Egoi Martínez       | Euskaltel-Euskadi            | 135    | -                                              |
| 2010 | Anthony Charteau    | Bbox Bouygues Telecom        | 143    | -                                              |
| 2011 | Samuel Sánchez      | Euskaltel-Euskadi            | 108    | -                                              |
| 2012 | Thomas Voeckler     | Europcar                     | 135    | -                                              |
| 2013 | Nairo Quintana      | Movistar Team                | 147    | Jóvenes                                        |
| 2014 | Rafał Majka         | Tinkoff-Saxo                 | 181    | -                                              |
| 2015 | Chris Froome        | Team Sky                     | 119    | Maillot amarillo                               |
| 2016 | Rafał Majka         | Tinkoff                      | 209    | -                                              |
| 2017 | Warren Barguil      | Team Sunweb                  | 129    | Combatividad                                   |
| 2018 | Julian Alaphilippe  | Quick-Step Floors            | 170    | -                                              |
| 2019 | Romain Bardet       | AG2R La Mondiale             | 86     | -                                              |
| 2020 | Tadej Pogačar       | UAE Team Emirates            | 80     | Maillot amarillo Jóvenes                       |
| 2021 | Tadej Pogačar       | UAE Team Emirates            | 107    | Maillot amarillo Jóvenes                       |
| 2022 | Jonas Vingegaard    | Jumbo-Visma                  | 72     | Maillot amarillo                               |
| 2023 | Giulio Ciccone      | Lidl-Trek                    | 106    | -                                              |
| 2024 | Richard Carapaz     | EF Education-EasyPost        | 127    | Combatividad                                   |
| 2025 | Tadej Pogačar       | UAE Team Emirates XRG        | 119    | Maillot amarillo                               |

## Estadísticas

### Ciclistas con más victorias
| Ciclista            | Victorias | Años                                     |
| ------------------- | --------- | ---------------------------------------- |
| Richard Virenque    | 7         | 1994, 1995, 1996, 1997, 1999, 2003, 2004 |
| Federico Bahamontes | 6         | 1954, 1958, 1959, 1962, 1963, 1964       |
| Lucien Van Impe     | 6         | 1971, 1972, 1975, 1977, 1981, 1983       |
| Julio Jiménez       | 3         | 1965, 1966, 1967                         |
| Tadej Pogačar       | 3         | 2020, 2021, 2025                         |
| Felicien Vervaecke  | 2         | 1935, 1937                               |
| Gino Bartali        | 2         | 1938, 1948                               |
| Fausto Coppi        | 2         | 1949, 1952                               |
| Charly Gaul         | 2         | 1955, 1956                               |
| Imerio Massignan    | 2         | 1960, 1961                               |
| Eddy Merckx         | 2         | 1969, 1970                               |
| Luis Herrera        | 2         | 1985, 1987                               |
| Claudio Chiappucci  | 2         | 1991, 1992                               |
| Laurent Jalabert    | 2         | 2001, 2002                               |
| Michael Rasmussen   | 2         | 2005, 2006                               |
| Rafał Majka         | 2         | 2014, 2016                               |

### Palmarés por país
| País         | Victorias | Último vencedor            |
| ------------ | --------- | -------------------------- |
| Francia      | 22        | Romain Bardet en 2019      |
| España       | 17        | Samuel Sánchez en 2011     |
| Italia       | 13        | Giulio Ciccone en 2023     |
| Bélgica      | 11        | Lucien Van Impe en 1983    |
| Colombia     | 5         | Nairo Quintana en 2013     |
| Dinamarca    | 3         | Jonas Vingegaard en 2022   |
| Eslovenia    | 3         | Tadej Pogačar en 2025      |
| Luxemburgo   | 2         | Charly Gaul en 1956        |
| Países Bajos | 2         | Gert-Jan Theunisse en 1989 |
| Reino Unido  | 2         | Chris Froome en 2015       |
| Polonia      | 2         | Rafał Majka en 2016        |
| Suiza        | 1         | Tony Rominger en 1993      |
| Ecuador      | 1         | Richard Carapaz en 2024    |

- En negrilla corredores activos.